# Daniel Völz
Daniel Völz (* 1. März 1985 in Auckland, Neuseeland als Daniel Buchanan Völz) ist ein deutscher Fernsehdarsteller und Synchronsprecher. Von Januar bis März 2018 war er Protagonist der achten Staffel von Der Bachelor auf RTL.

## Leben
Daniel Völz stammt aus einer Berliner Schauspieler- und Künstlerfamilie. Seine Mutter ist die Schauspielerin und Synchronsprecherin Rebecca Völz. Er ist ebenso als Schauspieler, Hörspielsprecher und Synchronsprecher tätig wie sein Onkel Benjamin Völz oder sein 2018 verstorbener Großvater Wolfgang Völz. Seine Großmutter ist die ehemalige Tänzerin Roswitha Völz.
Völz kam im Alter von drei Jahren mit seinen Eltern in die Vereinigten Staaten. Als Jugendlicher kehrte er gemeinsam mit seiner Mutter und seiner Großmutter nach Deutschland zurück, wo er in Berlin lebte. Seit 1999 lebt Völz wieder in den USA. Er studierte an der Loyola University in New Orleans im Bereich Werbung („Advertising“) und erwarb einen Abschluss im Fach „International Business“ (Betriebswirtschaft und Management). Er arbeitet als Immobilienmakler für das Immobilienunternehmen „Sotheby’s International Realty“, ein Franchiseunternehmen des Auktionshauses Sotheby’s, schwerpunktmäßig in Longboat Key und Umgebung. Als freier Schauspieler wirkte er an einem Imagefilm für eine Tarnfirma zur illegalen Firmenliquidation mit, über den er 2024 in ARD Story berichtete.
Völz lebte bei seiner Bachelor-Nominierung in Sarasota im US-Bundesstaat Florida. In Berlin hatte er außerdem einen Zweitwohnsitz, an dem er mehrmals im Jahr ist. Seit November 2016 war Völz nach einer kürzeren Beziehung wieder Single. Anfang 2018 zog Völz innerhalb Berlins um, in die Nähe seiner Großeltern.

### Auftritte im Reality-Fernsehen
Von 10. Januar 2018 bis März 2018 war Völz als Fernsehdarsteller in der 8. Staffel der RTL-Show Der Bachelor zu sehen. Als Bachelor-Kandidat bewarb sich Völz auf Anregung enger Freunde. Im Finale entschied sich Völz für die Kandidatin Kristina Yantsen; seit Dezember 2017 waren die beiden in einer Beziehung. Im April 2018 gab das Paar seine Trennung bekannt.
Im August 2018 war er auf Sat.1 bei Promi Big Brother zu sehen und belegte den vierten Platz. 2019 war er in einer Episode bei Freundinnen – Jetzt erst recht auf RTL zu sehen.